# Fabova hoľa
Fabova hoľa (1439 m n. m.) je nejvyšší hora slovenských Veporských vrchů. Nachází se na katastrálním území obcí Muráň, Polomka, Pohronská Polhora a Tisovec v okresech Brezno a Revúca v Banskobystrickém kraji. Vrchol je zalesněný, porostlý smrkovo-bukovo-jedlovými lesy, které jsou součástí přírodní rezervace Fabova hoľa a národního parku Muráňská planina.

## Ochrana přírody
Přírodní rezervace Fabova hoľa o rozloze 261,7513 ha byla vyhlášena Ministerstvem kultury Slovenské socialistické republiky dne 30. června 1988. Význam Fabovy hoľe spočívá nejen ve výskytu chráněných rostlinných společenstev a živočišných druhů, ale i jako významné krajinné dominanty Slovenského rudohoří.
Přírodní rezervace byla k 1. říjnu 2022 zrušena a území bylo zařazeno do systému zón národního parku Muráňská planina.

### Flóra
Hlavním předmětem ochrany v přírodní rezervaci jsou zachovalé horské smrčiny přirozeného charakteru. Jsou zde i menší porosty borovice limby (Pinus cembra) a borovice horské. V bylinném patře se vyskytuje např. šafrán karpatský, dřípatka karpatská a další druhy chráněných rostlin.

### Fauna
Pokud jde o větší druhy savců, v prvé řadě stojí za zmínku zdejší nikoli zanedbatelný výskyt medvědů a vlků. Z ptáků zde žijí mj. tetřevi. V oblasti Fabovy hoľe se vyskytují i další významné druhy živočichů, typické pro region Západních Karpat.

## Přístup
Na Fabovu hoľu vedou turistické cesty z Pohronské Polhory, Polomky a ze sedla Zbojská a sedla Burda.
Na vrchol vedou tyto značené cesty:
- zeleně značená z Polomky
- modře značená z Pohronské Polhory
- modře značená z rozcestí Tri kopce, kam vede červeně značená trasa ze sedla Burda i Zbojská